# RMS Umbria
El RMS Umbria fue un transatlántico británico que, junto al RMS Etruria, fue el último de los barcos de la compañía naviera Cunard Line en contar con velas auxiliares. El Umbria fue construido en 1884 por los astilleros escoceses de John Elder & Co., en Glasgow. Junto a su gemelo, el Etruria, fueron barcos innovadores para los estándares de su tiempo. Se trataban de los barcos más grandes en servicio, realizando el servicio regular entre Liverpool y Nueva York. El Umbria fue completado y botado en junio de 1884 con una amplia cobertura de prensa, debido a que se trataba del segundo barco más grande jamás construido, solo superado por el Great Eastern, diseñado por el ingeniero Isambard Kingdom Brunel en 1858.

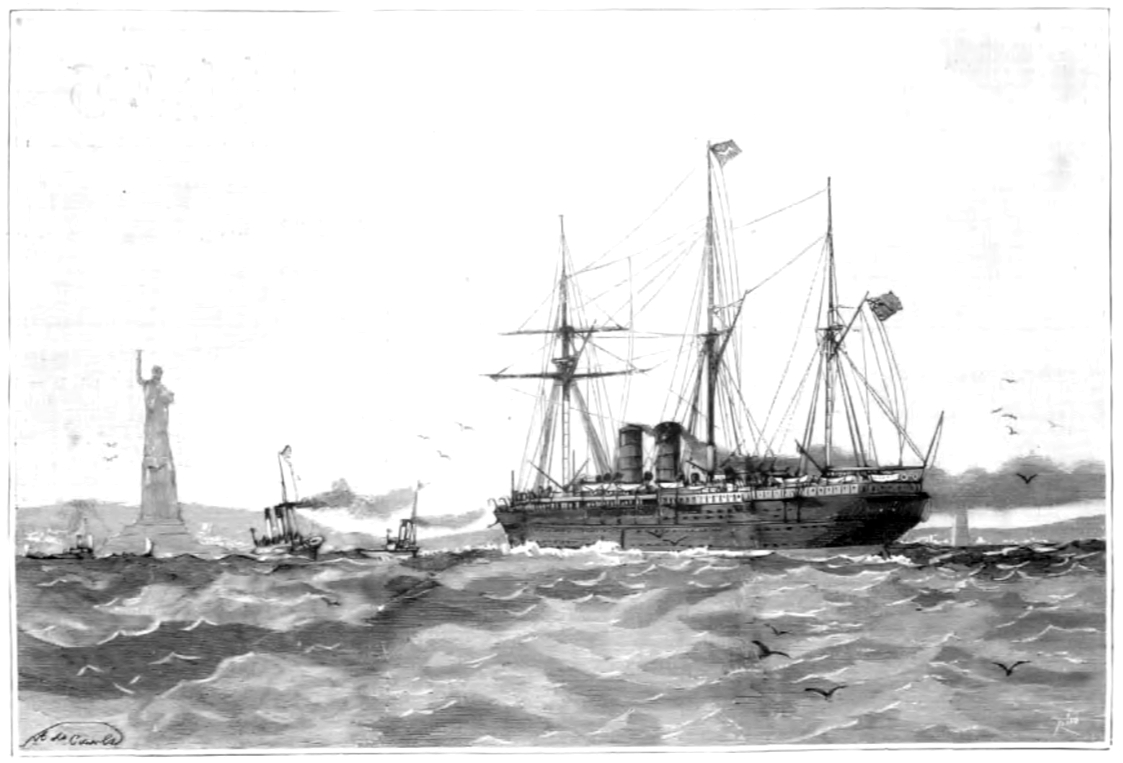
El Umbria arribando a Nueva York en enero de 1893, según una litografía de La Ilustración Española y Americana.

El Umbria tenía muchas características distinguidas, entre ellas dos chimeneas enormes que daban la impresión de una gran potencia. También disponía de tres mástiles de acero, que cuando estaban plenamente aparejados albergaban un extenso conjunto de velas. Otra de sus innovaciones era que estaba equipado con maquinaria de refrigeración, aunque sería su propulsión –mediante una sola hélice– la que le reportaría la mayor parte de su publicidad más tarde en su carrera.
El barco resumía los lujos del estilo victoriano. Las habitaciones públicas en primera clase estaban llenas de mobiliario decorado cuidadosamente, y cortinas de terciopelo pesado colgaban en todas las estancias, decoradas con Bric-à-brac como dictaba la moda del momento. Estas estancias, así como las cabinas de primera clase, estaban situadas en la cubierta de paseo, y las cubiertas superiores. Había también un salón de música, sala de fumadores para caballeros, y salas de comedor separadas para los pasajeros de primera y segunda clase. Para el estándar de la época, los alojamientos de segunda clase eran estándares, pero cómodos y espaciosos. El Umbria contaba con alojamiento original para 550 pasajeros en primera clase y 800 pasajeros en segunda; no obstante, en 1892 se realizaron cambios para alojar a 500 pasajeros en primera, 160 pasajeros en segunda y 800 en tercera clase.